# Primos (filme)
Primos é um filme brasileiro do gênero comédia e romance, dirigido por Thiago Cazado e lançado no ano de 2019. O filme acompanha o romance que nasce entre os primos, Lucas e Mário, após ficarem sozinhos na casa da tia de ambos.
O longa-metragem é estrelado por Thiago Cazado que além de roteirista e diretor do filme, também interpretou um dos protagonistas, Mário. O elenco ainda conta com: Paulo Sousa, Juliana Zancanaro, Denis Camargo, Eduarda Esteves e Carmem Lutcha.

## Sinopse
O jovem Lucas (Paulo Sousa) vive com a religiosa tia Lourdes (Juliana Zancanaro) em uma pacata cidade do interior. Ele ajuda a tia a promover os cultos com as beatas da região, na sala de casa tocando os cânticos bíblicos em seu teclado. Porém esta vida pouco agitada, está com os dias contados, quando a caridosa tia anuncia a chegada de mais um sobrinho; Mário (Thiago Cazado), recém saído da cadeia. O choque de realidade entre os primos resumiria-se apenas em situações embaraçosas, se não fosse a inesperada atração que acaba acontecendo entre os rapazes.

## Elenco
| Ator/Atriz        | Personagem |
| ----------------- | ---------- |
| Thiago Cazado     | Mário      |
| Paulo Sousa       | Lucas      |
| Juliana Zancanaro | Lourdes    |
| Denis Camargo     | Emílio     |
| Eduarda Esteves   | Julia      |
| Carmem Lutcha     | Sonia      |